# Tobias Reichmann
Tobias Reichmann (Berlín, 27 de mayo de 1988) es un jugador de balonmano alemán que juega de extremo derecho. Fue un componente de la selección de balonmano de Alemania. En 2016 logró el Campeonato Europeo de Balonmano Masculino de 2016 al vencer en la final a la selección de balonmano de España.
Reichmann fue además el segundo máximo goleador de la competición con 46 goles, solo superado por Valero Rivera.
Después disputó los Juegos Olímpicos de Río de Janeiro  2016 obteniendo la medalla de bronce con la selección alemana.
Con el Kielce ganó la Liga de Campeones de la EHF 2015-16, la primera de la historia del club polaco.

## Palmarés

### Selección nacional
| Juegos Olímpicos   | Juegos Olímpicos | Juegos Olímpicos  | Juegos Olímpicos |
| Año                | Lugar            | Medalla           |                  |
| ------------------ | ---------------- | ----------------- | ---------------- |
| 2016               | Río de Janeiro   | Medalla de bronce |                  |
| Campeonato Europeo |                  |                   |                  |
| Año                | Lugar            | Medalla           |                  |
| 2016               | Polonia          | Medalla de oro    |                  |

### Kiel
- Liga de Alemania de balonmano (2): 2010, 2012
- Copa de Alemania de balonmano (2): 2011, 2012
- Supercopa de Alemania de balonmano (2): 2011, 2012
- Liga de Campeones de la EHF (2): 2010, 2012
- Mundialito de clubes (1): 2011

### Kielce
- Liga polaca de balonmano (3): 2015, 2016, 2017
- Copa de Polonia de balonmano (3): 2015, 2016, 2017
- Liga de Campeones de la EHF (1): 2016

## Clubes
- LHC Cottbus (2004-2008)
- SC Magdeburg II (2008-2009)
- THW Kiel (2009-2012)
- HSG Wetzlar (2012-2014)
- Vive Targi Kielce (2014-2017)
- MT Melsungen (2017-2022)[8]
- TV Emsdetten (2022-2023)
- Rhein-Neckar Löwen (2024)
- Füchse Berlin (2024-2025)